# Miko Tripalo
Miko Tripalo (Sinj, 1926. november 16. – Zágráb, 1995. december 11.) horvát politikus és író volt. Részt vett a második világháborúban. A Jugoszláviai Kommunista Ifjúsági Szövetség (SKOJ) tisztviselője. Az Horvát Kommunista Szövetség (SKH) Zágráb Városi Bizottságának (1962–1966), az SKH Központi Bizottságának Végrehajtó Bizottságának titkára (1966–1969).  1969-től az Jugoszláv Kommunista Szövetség (SKJ) Elnöksége és a Jugoszláv Szocialista Szövetségi Köztársaság (SFRJ) Elnöksége Végrehajtó Bizottságának tagja. A horvát tavasz egyik vezetője, a demokratizálódás, valamint a köztársaságok nagyobb függetlenségének és egyenlőségének szószólója.  Az SKJ 1971-es karađorđevói elnökségi ülése után eltávolították tisztségéből, kizárták a politikai életből és nyugdíjba vonult. 1990-ben a Népi Megállapodás Koalíciójának egyik vezetője, a Horvát Néppárt – Liberális Demokraták (HNS) egyik alapítója. 1993-től parlamenti képviselő, a horvát Helsinki Emberi Jogi Bizottság egyik alapítója és a Nyílt Társadalom – Horvátország alapítvány elnöke. A Horvát Szociáldemokrata Akciópárt egyik jelentős tagja volt.

## Élete és pályafutása
Miko Tripalo 1926. november 16-án született egy módos sinji családban. Középiskolásként a SKOJ tagja lett (1941), és még ugyanebben az évben csatlakozott az antifasiszta mozgalomhoz. A második világháború vége a VIII. Dalmát Hadtest egyik alakulatának komisszárjaként érte. A háború után a Horvátországi Nemzeti Ifjúsági Központi Bizottság és a Jugoszláviai Nemzeti Ifjúsági Központi Bizottság elnöke, valamint a Nemzetgyűlés Szövetségi Tanácsának tagja. Jogi tanulmányait a Zágrábi Egyetem Jogi Karán kezdte, majd 1961-ben Belgrádban fejezte be. 1962-től az SKH Zágrábi Városi Bizottságának titkára és a Központi Bizottság Végrehajtó Bizottságának tagja, majd 1966-tól titkára. 1969-től a Zágrábi SKH Végrehajtó Iroda tagja volt. Az SKJ elnöksége, 1970-ben pedig a SFRJ alkotmányának megváltoztatásával foglalkozó bizottságba nevezték ki.
1971 májusában a Zágrábi Egyetem Jogtudományi Kar alkotmányjogi oktatójává választották. 1971 júliusában a Horvát Szocialista Köztársaság (SRH) Parlamentje megválasztotta a JSZK újonnan megalakult elnökségének horvát tagjává. Hangsúlyozta a nemzetek egyenjogúságának megteremtésének és megőrzésének fontosságát, figyelmeztetett a kommunista nómenklatúrán belüli reakciós fellépés veszélyeire, és ösztönözte a politika demokratizálódását. A „horvát tavasz” egyik vezetőjeként az SKJ elnökségének 1971. decemberi karađorđevói ülése után minden állami és pártfunkcióról le kellett mondania. 1972-ben kizárták a Kommunisták Ligájából és nyugdíjba vonult. Hosszú évekig hallgatásra kényszerítették. A rendőri megfigyelés és megfélemlítés évei alatt neve az ellenállás szimbólumává vált, észrevételei pedig a szabadon gondolkodó emberek inspirációjává váltak.
Politikailag 1990 elején vált újra aktívvá, amikor párton kívüliként a horvát tavasz eszméinek folytatásának tekintve csatlakozott a Népi Megállapodás Koalíciójához. 1990 októberében részt vett a Horvát Néppárt (HNS) megalapításában, és tagja lett annak elnökségének. Támogatta a Nemzeti Összetartozás Kormányának megalakulását 1991-ben a Horvát Demokratikus Közösség (HDZ) vezetésével, de a későbbi években erős kritikusa volt a HDZ kormányzási módszereinek.
Támogatta a demokratikus, szociális és jogállam megteremtését, valamint a gondolat- és szólásszabadságot. 1992-től 1995-ig tagja volt a Parlament Képviselőházának, 1993-ban a Horvát Helsinki Bizottság egyik társalapítója, és ugyanebben az évben a Nyílt Társadalom Horvátország Alapítvány elnöke lett. 1994 nyarán kezdeményezést indított a szociáldemokrata pártok és csoportok egyesítésére, amelyből megszületett a Horvátországi Szociáldemokraták Akciópártja.

## Politikai öröksége
2003. július 2-án neves horvát tudósok, az akadémiai közösség tagjai és köztisztviselők megalapították a Miko Tripalo Demokrácia és Jog Központot Zágrábban. A Miko Tripalo Központ alapítói Mika Tripalo életét és munkásságát a demokrácia, a szabadság, az egyenlőség és a kormányzásban való felelősségteljes részvétel eszméinek megtestesítőjeként, valamint horvátországi értékrendjük és víziójuk kifejezésének tekintették. A Miko Tripalo Központ a demokratikus eszmék és értékek horvátországi népszerűsítése, a jogállamiság megvalósítása, a horvát társadalom és politika európaiasodásának ösztönzése, valamint Horvátország Európai Unióhoz való csatlakozásának támogatása céljából jött létre. A Központ és tagjainak célja a párbeszéd ösztönzése, a figyelem felkeltése, valamint változtatási javaslatok és ösztönzés a fontos kérdésekben.
A Horvát Helsinki Bizottság évente ítéli oda a Miko Tripalo-díjat a horvátországi emberi jogok védelméhez és előmozdításához való hozzájárulásért, amely túlmutat a szakmai kötelezettségeken és a szokásos normákon.
2007-ben Zoran Milanović kijelentette, hogy „... az én politikai példaképem Miko Tripalo, mert ez az ember megtestesíti mindazt, ami pozitív és racionális abban, amit a horvát politika adott.” 

## Művei
- "Bez kompromisa" (1969.),
- "S poprišta" (1971.),
- "Hrvatsko proljeće" (1989.).
- "Otvoreno društvo" (2017) - A könyv a múlt század hetvenes évei Tripalo-hagyatékának kéziratából készült, jegyzetként Karl R. Popper „Nyílt társadalom és ellenségei” című könyvéhez. Tripalo feljegyzéseket és megjegyzéseket tett Popper nyitott társadalomról alkotott vízióiról és arról, hogyan kell azt felépíteni a zárt társadalommal szemben.[11]

## Fordítás
Ez a szócikk részben vagy egészben  a   Miko Tripalo című horvát Wikipédia-szócikk ezen változatának fordításán alapul.  Az eredeti cikk szerkesztőit annak laptörténete sorolja fel. Ez a jelzés csupán a megfogalmazás eredetét és a szerzői jogokat jelzi, nem szolgál a cikkben szereplő információk forrásmegjelöléseként.